# Raed Ibrahim Saleh
Raed Ibrahim Saleh Haikal Al-Mukhaini (9 giugno 1992) è un calciatore omanita, centrocampista del Dhofar.

## Carriera

### Club
Ha sempre giocato nel campionato omanita, fatta eccezione per una parentesi a Malta con il Valletta, con cui oltre a giocare 40 partite in due anni nella prima divisione maltese ha anche disputato 2 partite nei turni preliminari di Champions League e 2 partite nei turni preliminari di Europa League. In carriera ha giocato anche complessivamente 15 partite in Coppa dell'AFC.

### Nazionale
Ha esordito in Nazionale nel 2012.

## Palmarès

### Club
- Campionato maltese: 2

Valletta: 2017-2018, 2018-2019
- Coppa di Malta: 1

Valletta: 2017-2018
- Supercoppa di Malta: 1

Valletta: 2018

## Statistiche

### Cronologia presenze in nazionale
| Cronologia completa delle presenze e delle reti in nazionale ― Oman | Cronologia completa delle presenze e delle reti in nazionale ― Oman | Cronologia completa delle presenze e delle reti in nazionale ― Oman | Cronologia completa delle presenze e delle reti in nazionale ― Oman | Cronologia completa delle presenze e delle reti in nazionale ― Oman | Cronologia completa delle presenze e delle reti in nazionale ― Oman | Cronologia completa delle presenze e delle reti in nazionale ― Oman | Cronologia completa delle presenze e delle reti in nazionale ― Oman |
| Data                                                                | Città                                                               | In casa                                                             | Risultato                                                           | Ospiti                                                              | Competizione                                                        | Reti                                                                | Note                                                                |
| ------------------------------------------------------------------- | ------------------------------------------------------------------- | ------------------------------------------------------------------- | ------------------------------------------------------------------- | ------------------------------------------------------------------- | ------------------------------------------------------------------- | ------------------------------------------------------------------- | ------------------------------------------------------------------- |
| 9-1-2019                                                            | Sharjah                                                             | Uzbekistan                                                          | 2 – 1                                                               | Oman                                                                | Coppa d'Asia 2019 - 1º turno                                        | -                                                                   |                                                                     |
| 13-1-2019                                                           | Abu Dhabi                                                           | Oman                                                                | 0 – 1                                                               | Giappone                                                            | Coppa d'Asia 2019 - 1º turno                                        | -                                                                   | 49’                                                                 |
| 17-1-2019                                                           | Abu Dhabi                                                           | Oman                                                                | 3 – 1                                                               | Turkmenistan                                                        | Coppa d'Asia 2019 - 1º turno                                        | -                                                                   |                                                                     |
| 20-1-2019                                                           | Abu Dhabi                                                           | Iran                                                                | 2 – 0                                                               | Oman                                                                | Coppa d'Asia 2019 - Ottavi di finale                                | -                                                                   |                                                                     |
| Totale                                                              |                                                                     | Presenze                                                            | 93                                                                  |                                                                     | Reti                                                                | 6                                                                   |                                                                     |